# Église de l'Immaculée-Conception de Jumet
Pour les articles homonymes, voir Église de l'Immaculée-Conception.
L'église de l'Immaculée-Conception est un édifice religieux catholique situé à Jumet, section de la ville belge de Charleroi, dans la province de Hainaut. Construite de 1863 à 1866, l'église est le lieu de culte paroissial.

## Histoire et description
Dans la seconde moitié du XIXe siècle, la population de Jumet a fort augmenté: de 9 018 habitants en 1846 à 25937 en 1900. Cette croissance est le résultat de la révolution industrielle de l'époque, combinée à l'extraction du charbon locale. En raison de la disponibilité de travail, une émigration flamande se produit: de nombreuses familles flamande, avec femme et enfants s'installent à Jumet pour y trouver du travail.
Par suite de cette croissance démographique, Luc Pauvaux, curé de l'église Saint-Sulpice à Jumet, adressa une lettre au maire et aux échevins en octobre 1856. Il y proposait la création d'une succursale pour le quartier de Gohyssart. En même temps, il demandait des cotisations pour les coûts de construction. Bien qu'il en était pour les frais, au fil du temps M. Clément de Bivort de la Saudée (°1819 †1875), chef de la mine de charbon « Amercœur » versait des cotisations.
Avant même que la fondation de la paroisse ne soit officiellement décidée, l'architecte tournaisien Justin Bruyenne (1811-1896) a conçu la structure de l'église, et la première pierre a été posée le mardi 16 juin 1863. L'église a été érigée sur la Place du ballon, près du chemin où est passé le ballon « L'Entreprenant », en 1794, et où a circulé le charroi transportant la production houillère de la fosse Saint Louis (rue du Pont Bergerand) et de la Fosse du Ballon (ou fosse Cense) voisine, vers le pavé Puissant (rue Puissant) et la chaussée de Bruxelles.
Les travaux de construction de l'église ont duré jusqu'en 1866.
Après son achèvement, la création de la paroisse a été autorisée par décret royal du 11 mai 1866. Trois semaines plus tard, le 30 mai, l'établissement officiel a lieu par acte du diocèse de Tournai et deux semaines plus tard, le 16 juin, le premier curé, Édouard-Joseph-Marie Bivort de la Saudée, est nommé.
Bien que l'espace public fût prêt, la tour avec sa flèche octogonale resta inachevée jusqu'en 1871. Avec le temps, la fonderie Causard de Tellin fit six cloches, qui furent hissées dans la tour le dimanche 1er mars 1874. Ils étaient un cadeau du curé Bivort de la Saudée et de ses frères.
C'est seulement le lundi 16 octobre 1876, que la consécration eut lieu: vingt ans après l'initiative de Pauvaux. Cette cérémonie était présidée par Edmond Dumont, évêque de Tournai.

Pendant la Seconde Guerre mondiale, les Allemands avaient un grand besoin de métal pour la production des armes de guerre. Pour cette raison, entre le 10 et le 15 novembre 1943, ils ont volé les cinq cloches les plus lourdes. Grâce aux efforts et à la générosité de la 
population locale, la fonderie G. Slegers de Tellin en 1950 a pu fournir cinq nouvelles cloches identiques aux précédentes,.
Le samedi 22 octobre 2016, le 150e anniversaire du lieu de prière a été célébré par une cérémonie présidée par Guy Harpigny, évêque de Tournai.

## Architecture

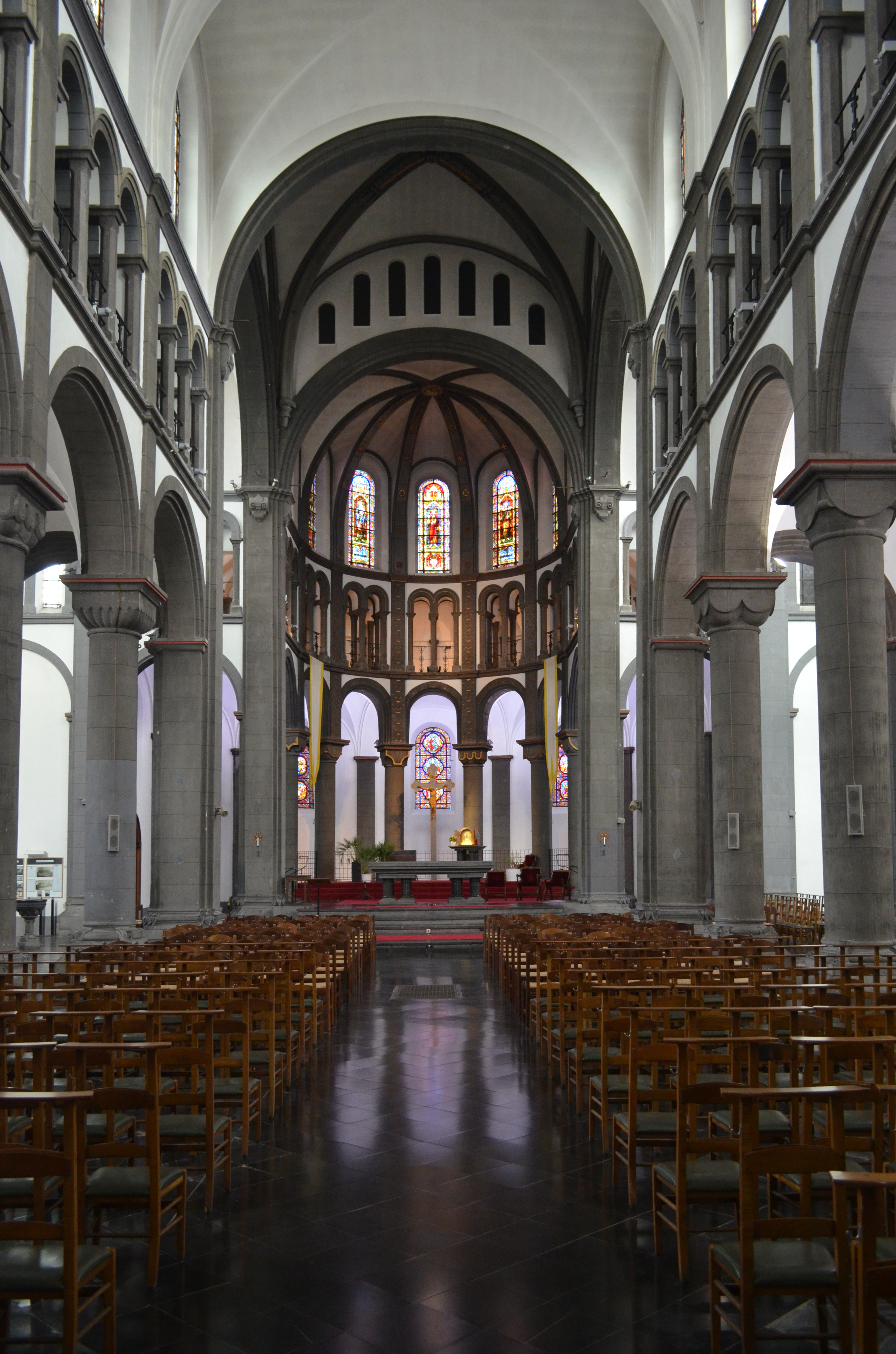
Allée centrale.

Conçu par Justin Bruyenne et construit dans le style néo-roman avec des influences gothiques, ce bâtiment répond à la disposition spatiale d'une basilique croisée:
- allée centrale
- deux allées latérales
- transept
- triforium
- fenêtres dans l'allée centrale au-dessus du triforium.

L'extérieur de l'église est construit avec de la brique rouge-brun, décorée de pierre bleue à la base. La toiture de la tour est en ardoise. Elle est équipée de quatre tourelles d'angle, a une hauteur de 72 mètres, et est divisée en six niveaux. Les deux supérieurs sont des trous de réverbération. En dessous on distingue trois fenêtres à arcs en plein cintre. Une rosace a été placée en dessous, et enfin une galerie.
Dressée sur le site élevé qui est le dernier contrefort - à l'altitude de 160 m - de la partie méridionale du plateau brabançon, l'église est surmontée d'une croix dont le centre à 230 mètres d'altitude est un point géodésique confirmé par l'Institut géographique national, par courrier daté du 13 mars 1992. Dans l'audit architectural commandé par la ville de Charleroi dès 1996 sur les 51 lieux de culte répartis sur son territoire, l'église de l'Immaculée-Conception de Jumet-Gohyssart est la seule à obtenir une cote maximale quant à l'appréciation de son impact visuel, que ce dernier soit lié au caractère monumental de l'édifice, à la perception de ce dernier à partir de points de vue majeurs (skyline), du réseau autoroutier, de la grande voirie proche ou à partir du centre vital du quartier.

### Intérieur

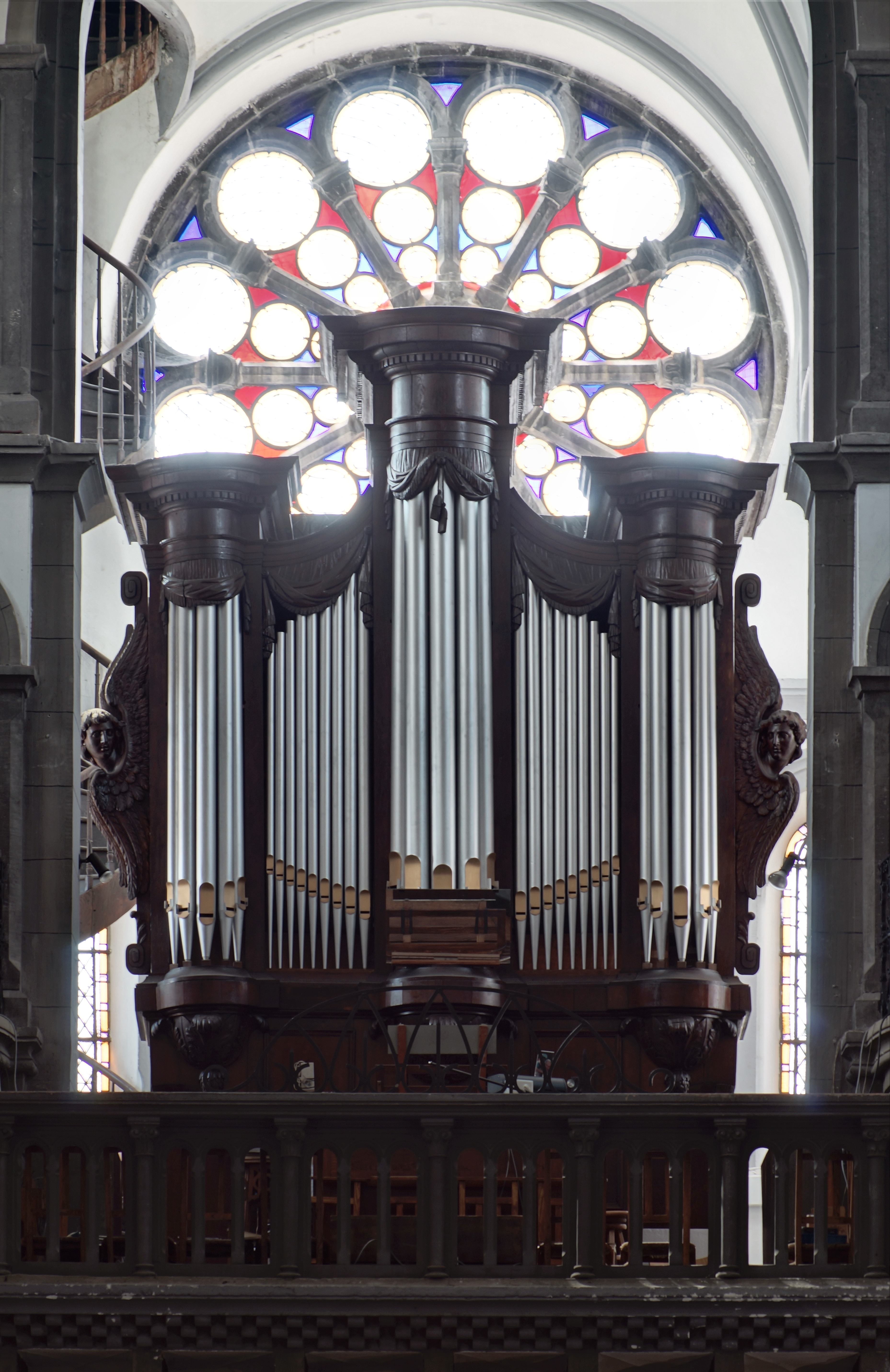
Orgue (1801-1850) placé devant la rosace de la tour.

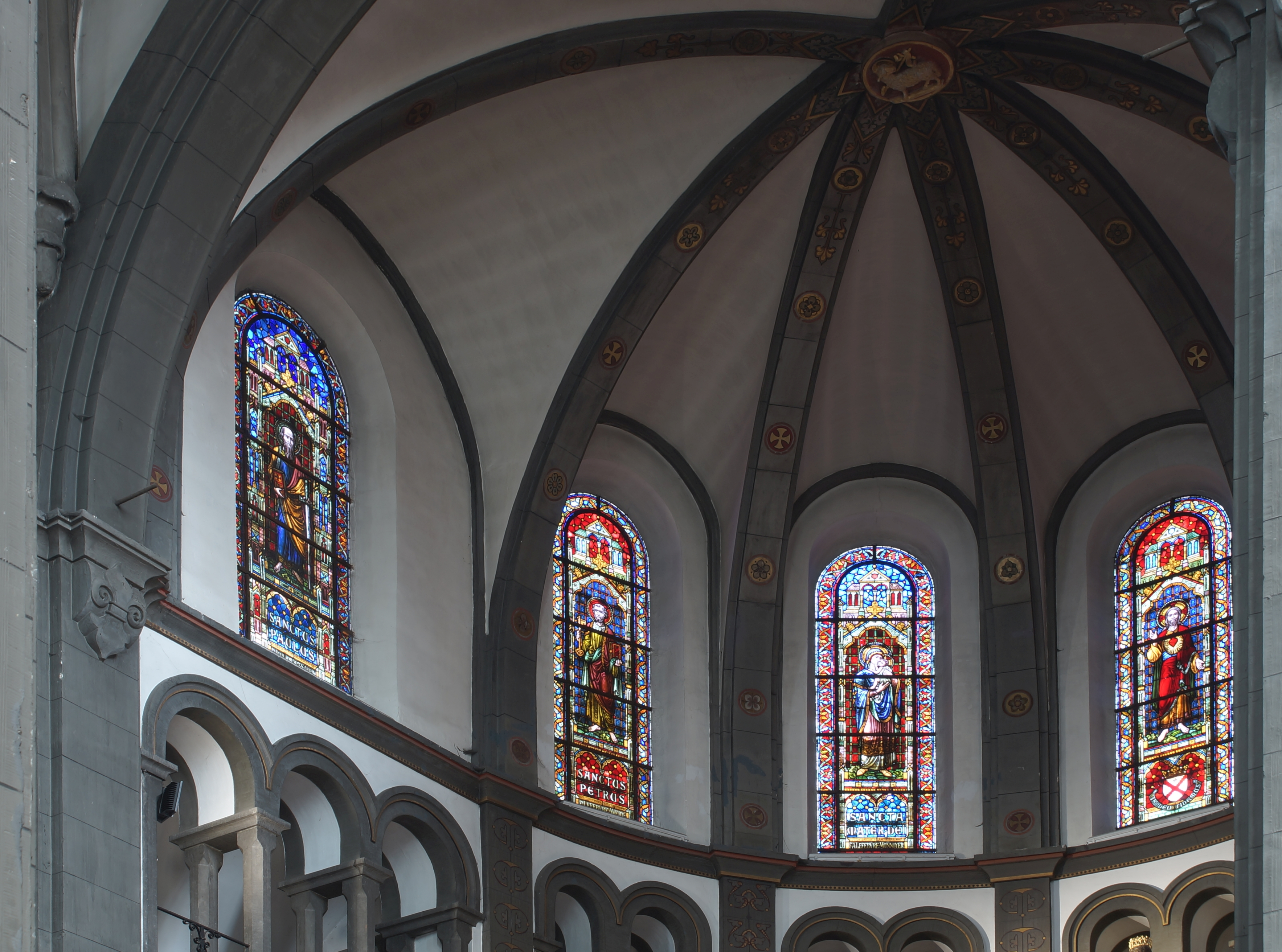
Voûte dans le chœur.

Le lieu de culte est spacieux avec une superficie de plus de 1 000 m2. Il convient de noter le contraste entre les murs peints en blanc et la couleur bleu-gris des piliers et des arcs, qui donne une impression d'ordre et d'austérité. La voûte est constituée de six travées reposant sur des arcs en plein cintre. Entre la voûte et les piliers en pierre bleue inférieure est un triforium qui couvre presque tout le périmètre du bâtiment. Un déambulatoire complète mène autour du chœur, d'un bras de transept à l'autre.

#### Mobilier
- Quatre confessionnaux en chêne néo-romain, fabriquées en 1908 par Gabriel Évrard de Roux[10].
- Le Chemin de croix (vers 1910) provient de l'atelier du sculpteur gantois Aloïs De Beule[10].
- Bénitier en granit: fabriqué entre 1867 et 1900 par un artiste inconnu[10].
- Fonts baptismaux néo-romans: vers 1870. Œuvre d'un maçon inconnu[10].
- Orgue en bois néoclassique construit entre 1801 et 1850. Œuvre d'un facteur d'orgues inconnu[10].
- Portes intérieures (sacristie): vers 1870. Fabriqué par un menuisier inconnu[10].

#### Vitraux

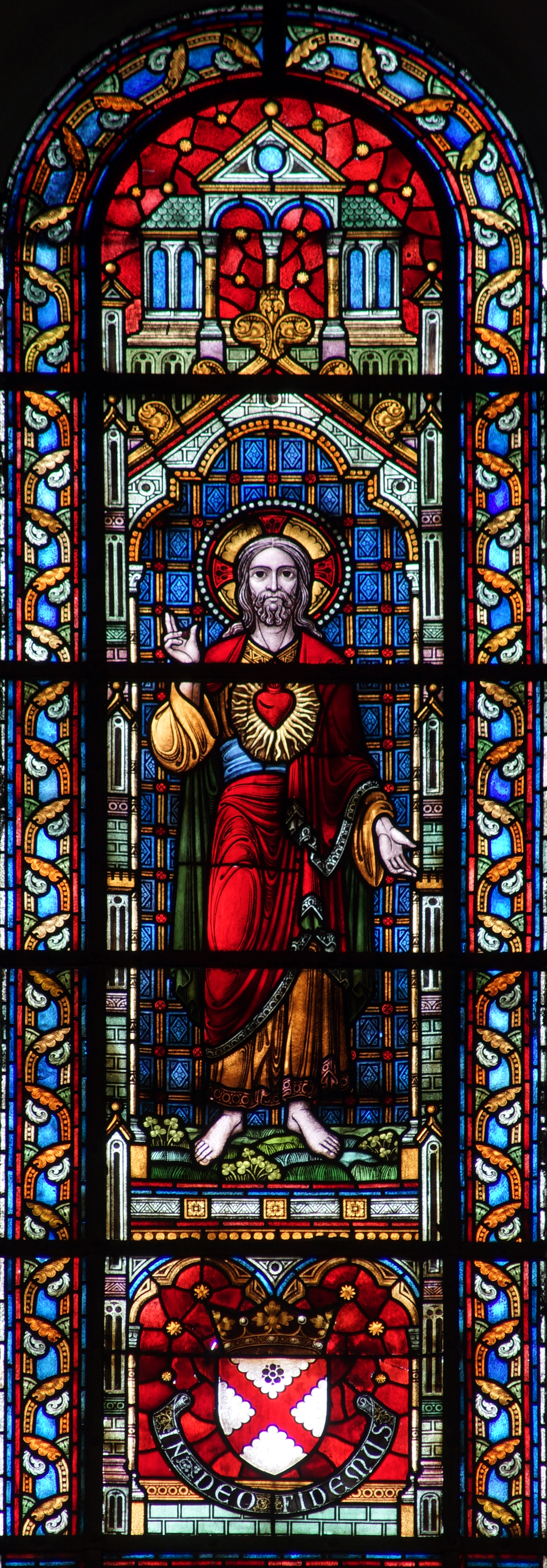
Vitrail, représentant le Sacré-Cœur. Vers 1910 placé sous la voûte. Œuvre de Gustave Ladon.

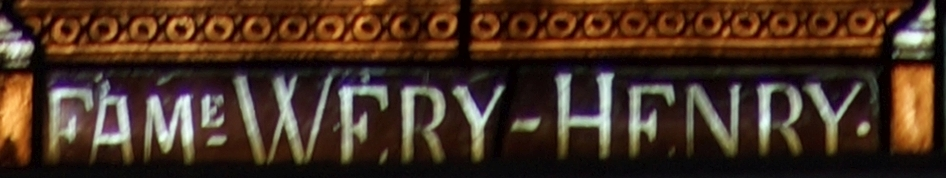
Écusson au pied des vitraux, représentant les noms des donneurs.

Les vitraux ont été réalisés vers 1910 dans l'atelier du vitrailliste gantois Gustave Ladon.

##### Sanctuaire
Dans le chœur, sous la voûte, on voit les vitraux suivants, :
- Le Sacré-Cœur du Christ.
- Sanctus Joannes: l'apôtre Jean est représenté avec une banderole dans les mains. Il contient un texte latin qui indique la souffrance du Christ: "Passus sub Pontio Pilato - Crucifixus" « Il a souffert sous Ponce Pilate et a été crucifié ». Don de la famille Wery-Henry.
- Sancta Mater Dei. Marie, mère du Christ (d'après l'icône de Notre Dame de Grâce de Cambrai). Don de la famille Lefebvre-Monnoyer.
- Sanctus Josephus. Joseph de Nazareth. Don de la famille Harpigny-Martin.
- Sanctus Paulus. Saint Paul. Don de la famille Philippart-Saubin.
- Sanctus Jacobus. Saint Jacques. Don de la famille P. Remy.
- Sanctus Petrus. Saint Pierre.

##### Déambulatoire
Dans le déambulatoire, il y a des vitraux néogothiques représentant chacun trois scènes du Nouveau Testament:
1. - Annonciation
  - Nativité
  - Le Christ enseignant les scribes.
Don de la famille Rousseau-Lefebvre[12].
  - Multiplication des pains (Évangile selon Jean, chapitre 6).
  - Jésus appelle ses apôtres et dit à Pierre: "Exo iam homines eris capiens" (« À partir de maintenant, vous attraperez des hommes ») (Évangile selon Luc, chapitre 5, verset 10).
  - Mariage de Cana (Évangile selon Jean, chapitre 2).
Don de la famille A. Buisdrenghien-Cherui[12].
  - Le Christ rencontre sa mère.
  - La mort du Christ sur la croix.
  - Descente de la croix.
Don de la famille Gilliaux-Frère[12].
  - Pâques. Jésus se lève de sa tombe pendant que les gardes dorment.
  - Apparition de Jésus ressuscité aux disciples d'Emmaüs (Evangile selon Luc, chapitre 24, verset 13).
  - Pêche miraculeuse (Evangile selon Jean, chapitre 21).
Don de Jean-Jos Monnoyer-Pres[12].
  - Ascension (Actes des Apôtres, chapitre 1).
  - Apparition du Saint-Esprit (Actes des Apôtres, chapitre 2).
  - Première prédication et premier miracle de Pierre et Jean (Les actes des apôtres, chapitre 3).
Don du J.J. Wery-Bauthiere[12].

#### Iconographie
À haute altitude, dans le chœur, on voit une statue en bois polychrome de Marie détruisant un serpent (symbole du diable). Cette statue a été faite entre 1870 et 1900 par un sculpteur inconnu.

## Illustrations

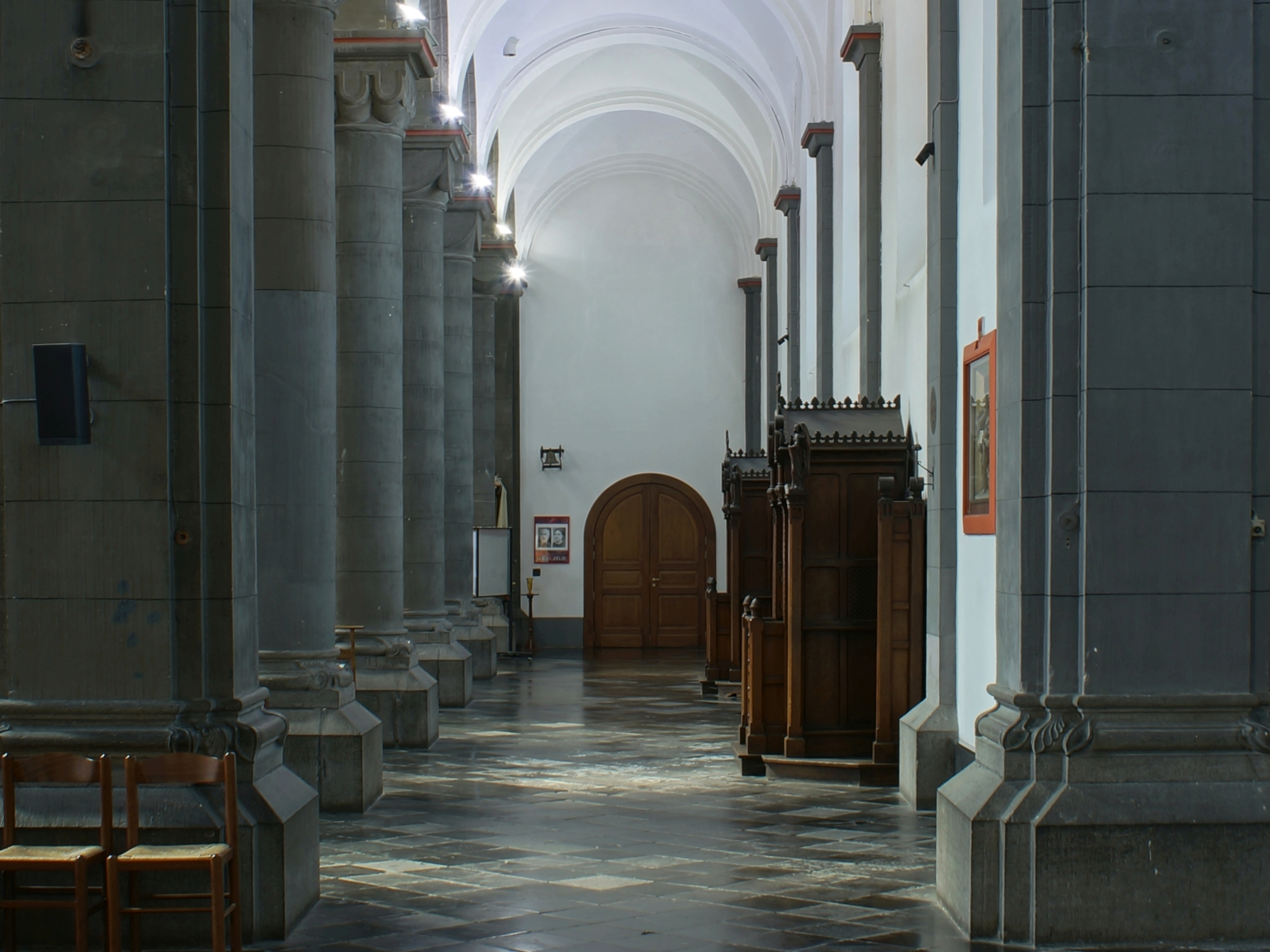
Allée latérale (vue arrière) et confessionnelle.
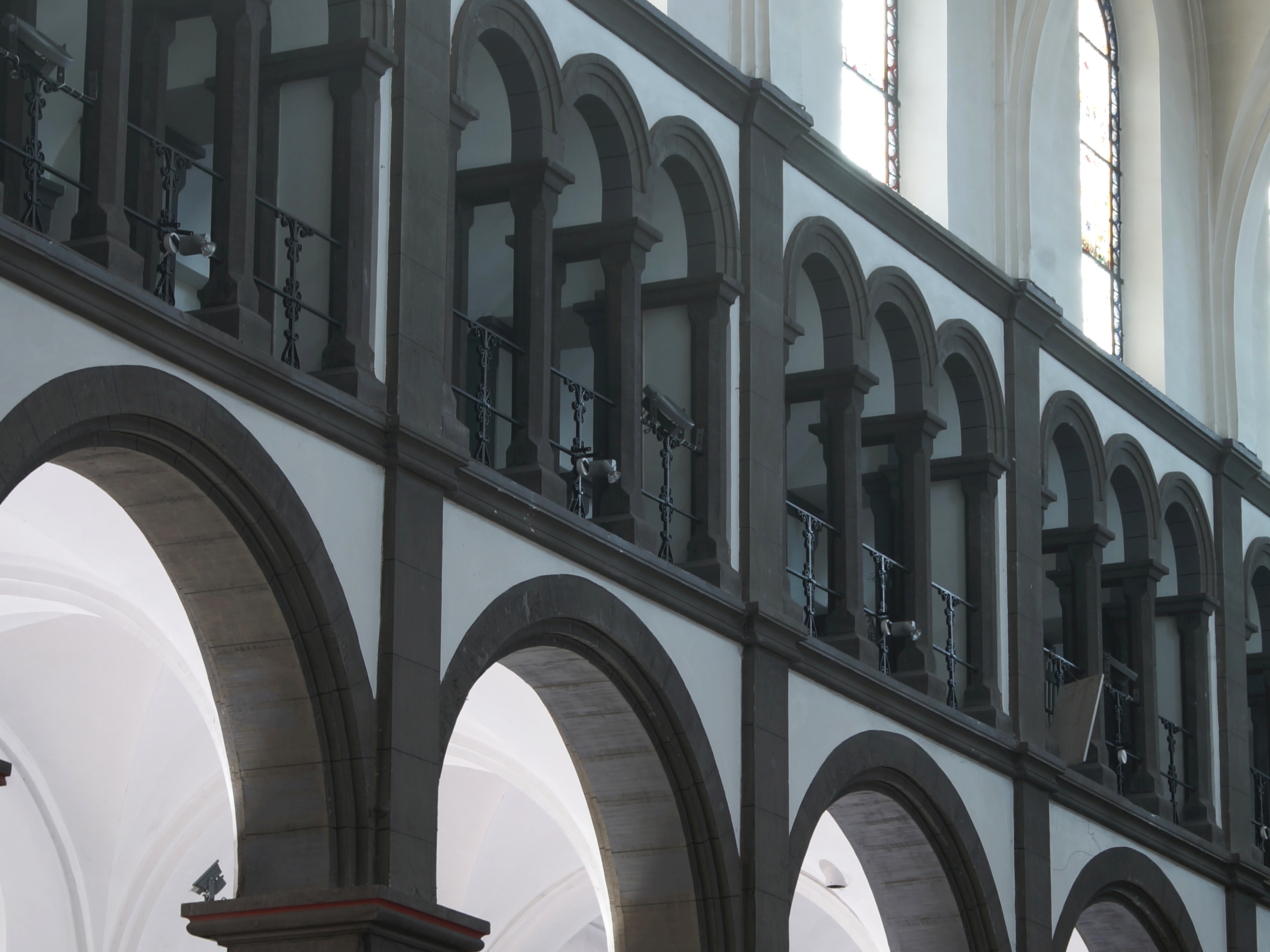
Triforium et arcs en plein cintre.
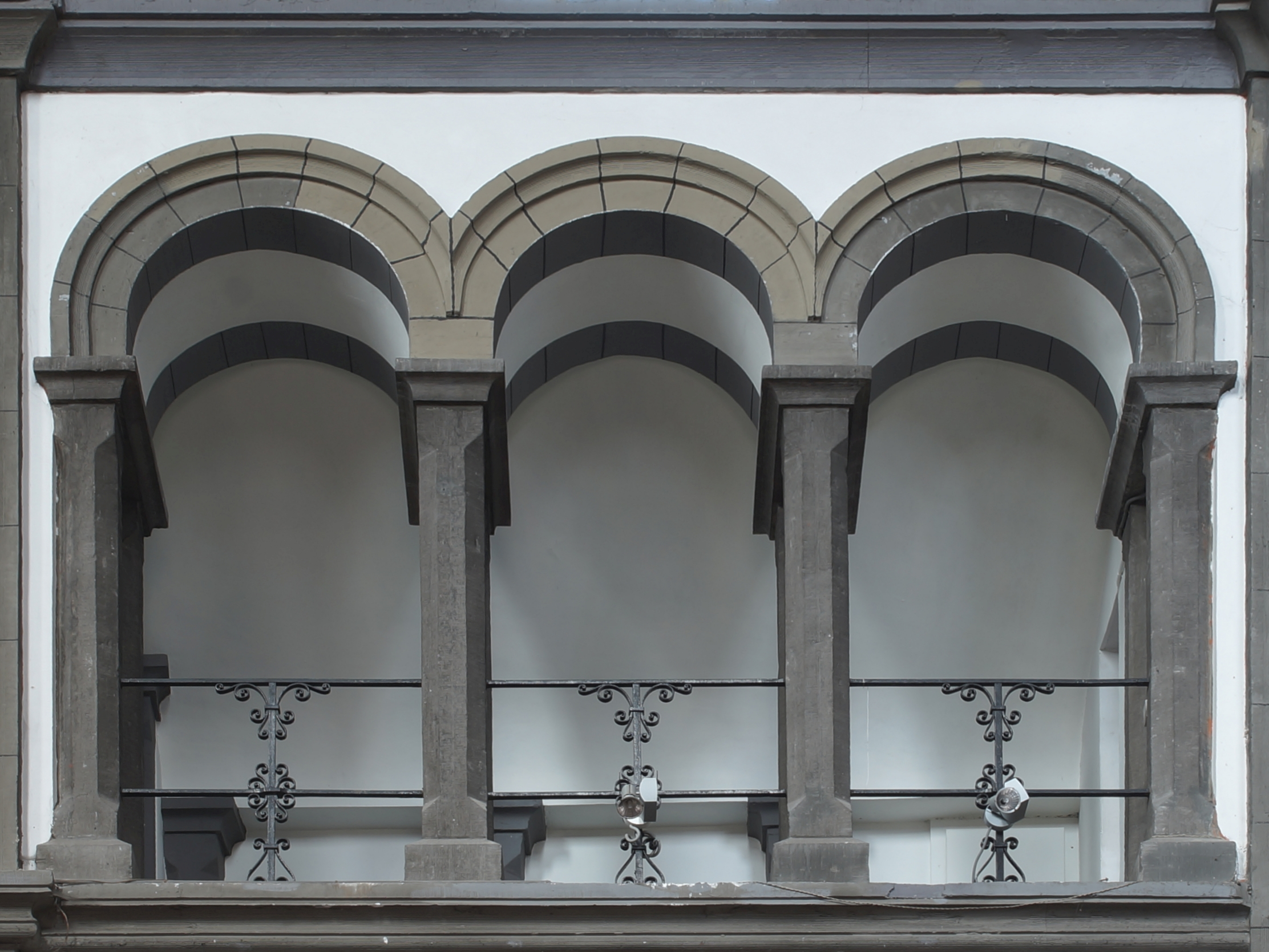
Triforium (détail)
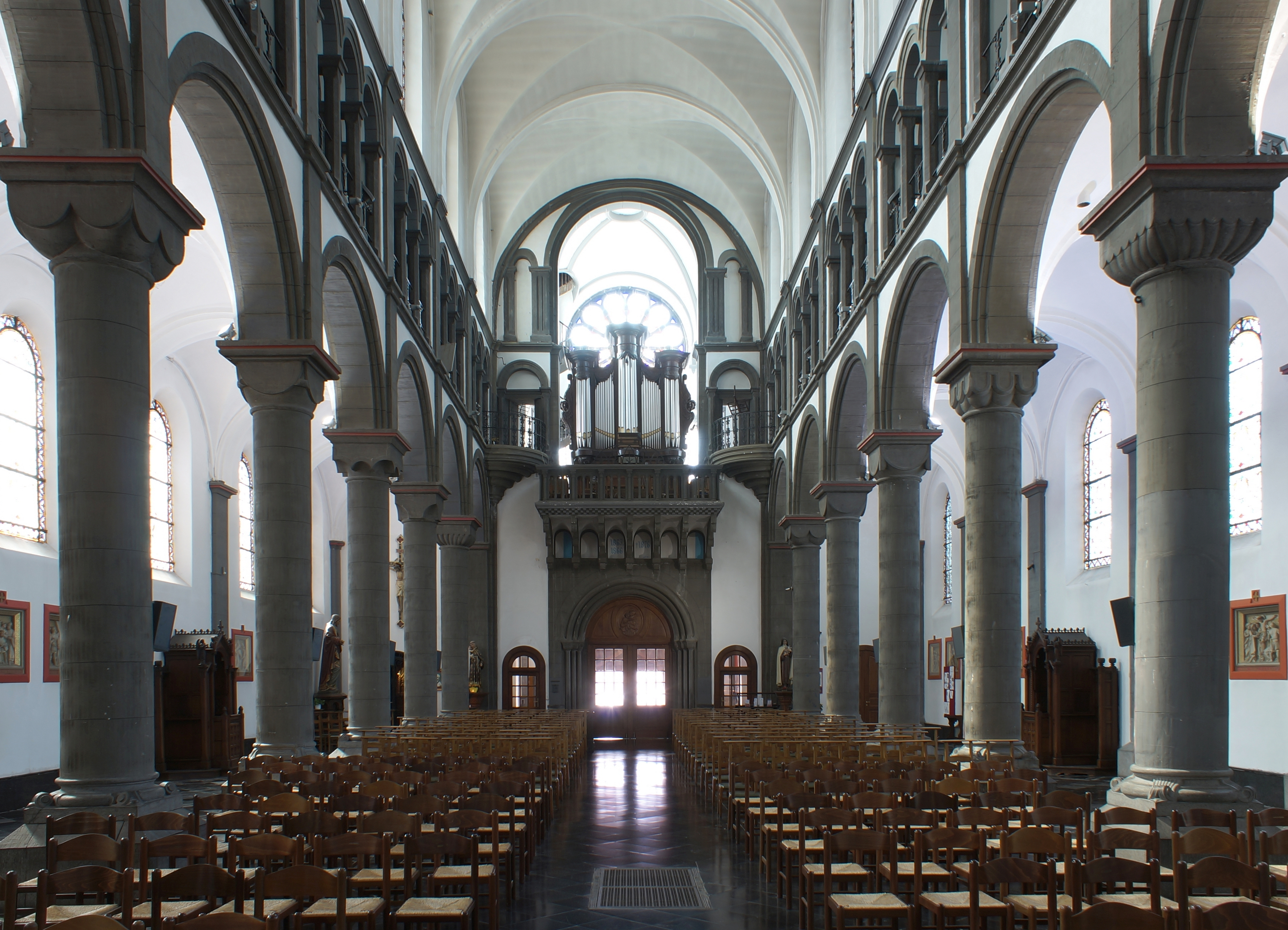
Allée centrale (vue arrière), portail, orgue.